# Perillaöl
Perillaöl, auch Egomaöl, ist ein Pflanzenöl, das aus den gerösteten Klausen (Samen) der grünblättrigen Sorte der Perillapflanze (Perilla frutescens) gewonnen wird. Die in Ost- und Südostasien beheimatete Pflanze kommt ursprünglich aus den bergigen Gebieten Indiens und Chinas. Heute wird sie zudem in Österreich, USA u. a. Ländern angebaut. Das hellgelbe Öl erinnert in Geschmack und Geruch an Leinöl.
Die Triglyceride im Perillaöl weisen einen besonders hohen Anteil an dem Omega-3-Fettsäure-Rest auf, der sich von der Alpha-Linolensäure ableitet. Der menschliche Körper kann Omega-3-Fettsäuren nicht selbst bilden und muss sie somit mit der Nahrung aufnehmen. Weiterhin enthält Perillaöl die Terpene Perillaalkohol, Perillaaldehyd und Perillasäure.
Es wurde früher auch als Lampen-, Heiz- und Imprägnieröl verwendet. Zudem wird das Öl sowohl als Farbe, Tinte und Konservierungsmittel in Sojasauce verwendet, als auch zur Herstellung von Linoleum genutzt.